# Церковь Святой Анны (Санкт-Петербург)
Це́рковь Свято́й А́нны (нем. Annenkirche — Анненкирхе) — лютеранский храм в центре Санкт-Петербурга с действующим приходом Церкви Ингрии.

## История

### Основание

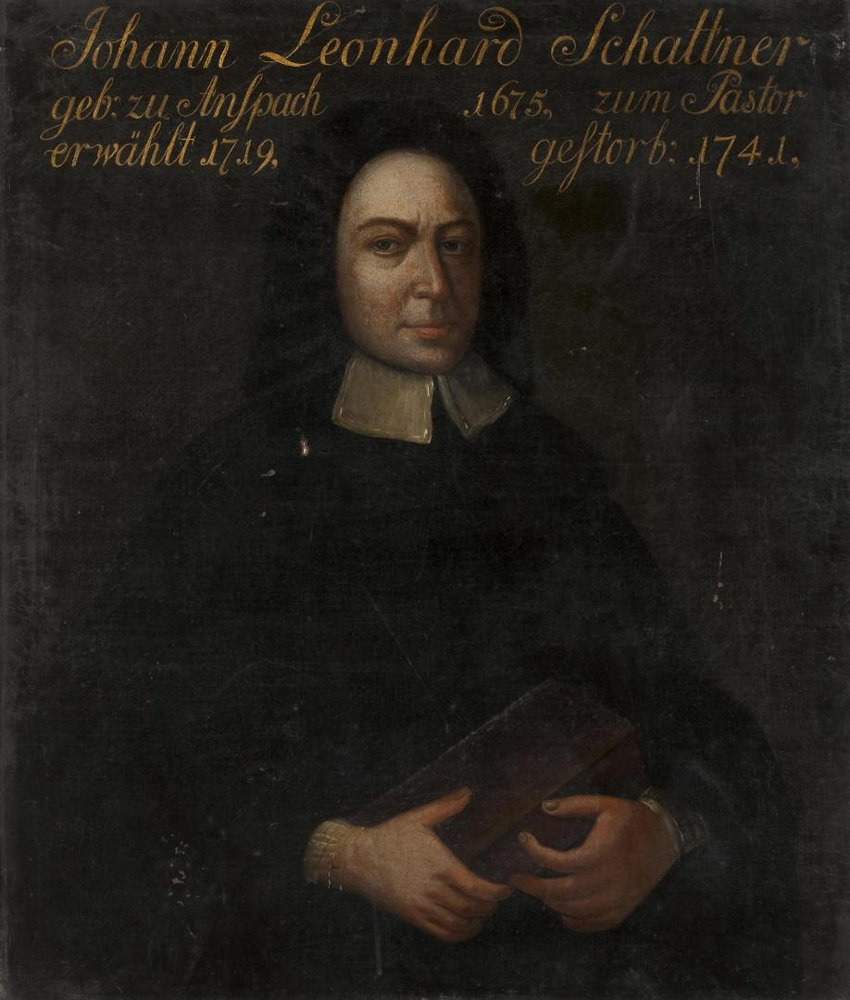
Портрет пастора И. Л. Шаттнера (1675—1741), первого пастора при евангелическо-лютеранской церкви св. Анны в С.-Петербурге

Первая деревянная лютеранская церковь Санкт-Петербурга была построена в 1704 (по другим данным в 1705) году на территории Петропавловской крепости первым обер-комендантом Петербурга Романом Брюсом. Эта церковь уже тогда носила имя святой Анны и была с колокольней. Позже (по одним данным — в 1710 году, по другим — после смерти Брюса, то есть после 1720 года) перенесена к Мытному двору на Городовой остров в район Сытного рынка.
Собрания лютеран в режиме домовой церкви проводились на Литейном дворе с 1711 года, а местом молитв временами становился зал Горной коллегии. Пастором этих собраний был Иоганн Шатнер. Помимо немцев здесь с 1715 года молились пленные шведы. В 1720 году заложено, а в 1722 году освящено здание отдельной церкви на Литейном дворе, которое, впрочем, носило имя святого Петра. Впоследствии Кирхой святого Петра стали называть заложенную в 1728 году на Невском проспекте лютеранскую церковь.
В 1740 году старую церковь сменила новая мазанковая, гораздо более просторная, которая и стала называться с 16 октября церковью святой Анны. Деньги на постройку выделила императрица Анна Иоанновна, архитектурный проект разработал Пётр Еропкин. Здание было заложено 3 мая 1735 года, а закончилось строительство спустя целых пять лет. Храм был торжественно освящен 26 октября 1740 года почти четыре месяца спустя после казни Еропкина. Пастором церкви продолжал быть Иоганн Шатнер. Фасад храма был украшен пилястрами, небольшую колокольню венчал шпиль. 3 января 1736 года при церкви было открыто немецкое училище, называвшееся «Училище Святой Анны», или Анненшуле (нем. Annenschule).

### Каменный храм по проекту Фельтена

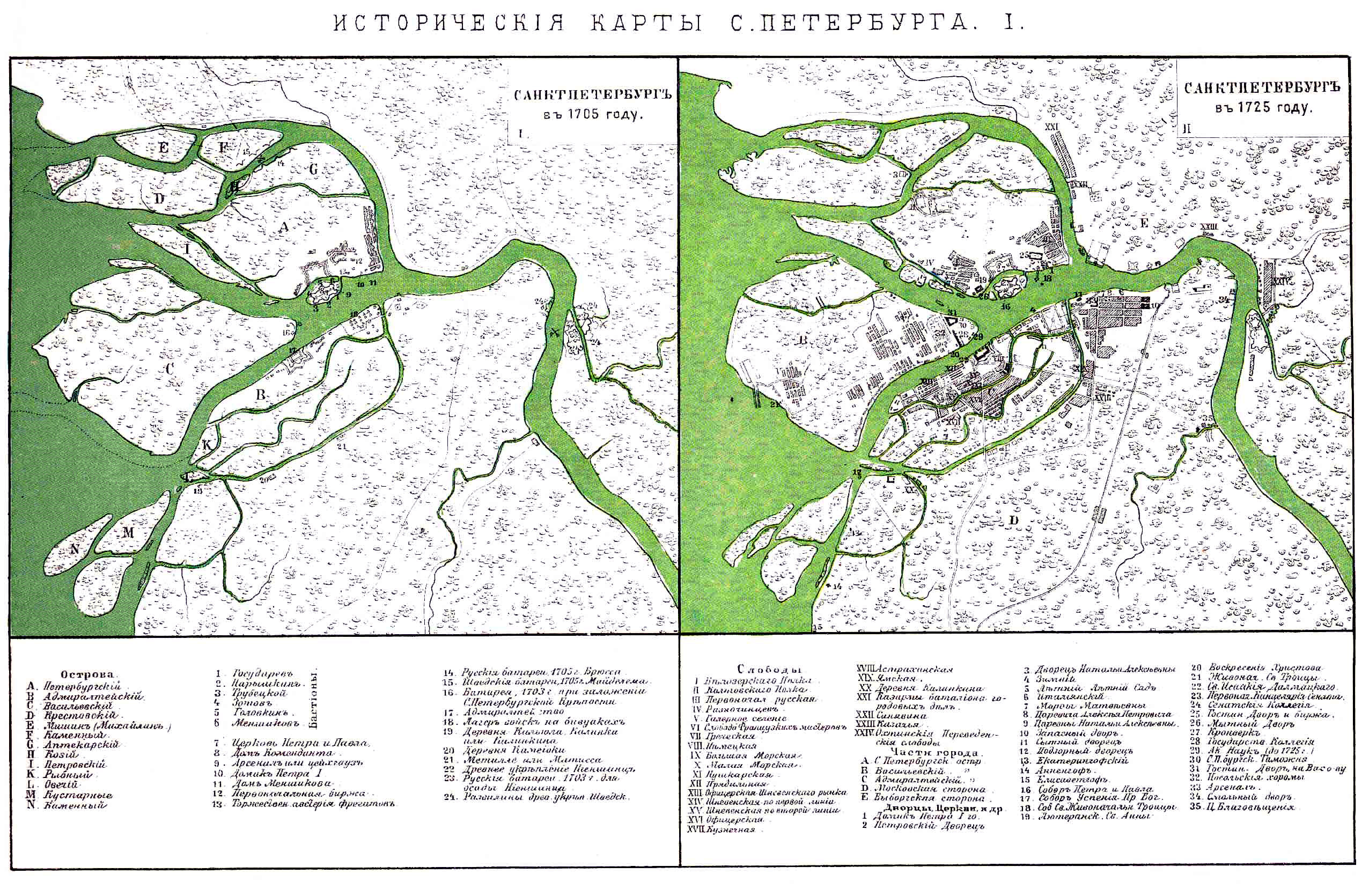
Церковь Св. Анны на карте Петербурга 1725 г. (№ 19 на Петроградском острове)

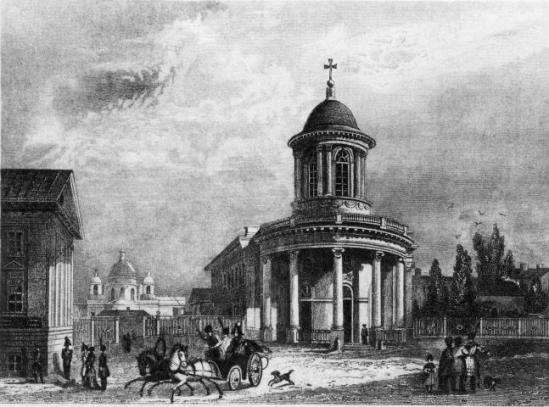
Церковь Св. Анны. Гравюра Гоберта с рисунка А. М. Горностаева, 1834 г.

В царствование императрицы Екатерины II 20 июля 1775 года был заложен новый каменный храм по проекту архитектора Юрия Фельтена. Освящение церкви состоялось 24 октября 1779 года.
Церковь Святой Анны находилась на открытом месте, была обращена сразу к двум улицам и Фельтен создал ей два почти равнозначных торцевых фасада. Выходящий на Фурштатскую улицу северный фасад решён в виде полукруглой ротонды с колоннами ионического ордера, увенчанной небольшим куполом на шестигранном барабане. Выходящий на Кирочную южный фасад представляет собой пилястровый портик и тоже пышно украшен. Ионические колонны оформляют и интерьер церкви — они поддерживают просторные хоры и разделяют основной молитвенный зал на три нефа. Новая церковь вмещала около полутора тысяч человек.
В 1826 году бывшая Четвёртая Артиллерийская улица (ранее Пятая Линия) получила название Кирочной — по кирхе Святой Анны.
В 1850 году в церкви Святой Анны был установлен орган, выполненный немецкой фирмой «Э. Ф. Валькер».
В (?) году церковный алтарь был украшен картиной «Вознесение Христа» работы Эрнста Липгарта.

### XX век
В начале XX века приход церкви насчитывал около 12 тысяч человек, в число которых входили и воспитанницы Смольного института лютеранского вероисповедания. При церкви, помимо уже упоминавшегося училища, действовали попечительство о бедных, богадельни, детский дом, приют для девочек, больница, земледельческий приют «для падших женщин». Одним из последних пасторов Анненкирхе с 1891 по 1935 год был пастор Артур Мальмгрен (1860—1947), возглавлявший с 1920 года немецко-шведскую консисторию Петроградского округа
В 1935 году храм был закрыт, а в 1939 году архитекторами Александром Гегелло и Львом Косвеным он был приспособлен под кинотеатр, получивший название «Спартак». В середине 1980-х годов века «Спартак» стал кинотеатром Госфильмфонда (вместо кинозала ДК имени Кирова). Здесь можно было посмотреть многие шедевры мирового кино, в том числе и давно не показываемые в обычных кинотеатрах.
В марте 1992 года в церкви возобновились воскресные богослужения, которые продолжались до сентября 1997 года. Первым пастором в постсоветский период стал Франк Лотихиус. В остальные дни до второй половины 2001 года продолжался показ фильмов. К этому времени здание перешло в ведение фирмы «Эрато», собиравшейся переделать его под ночной клуб.

### XXI век

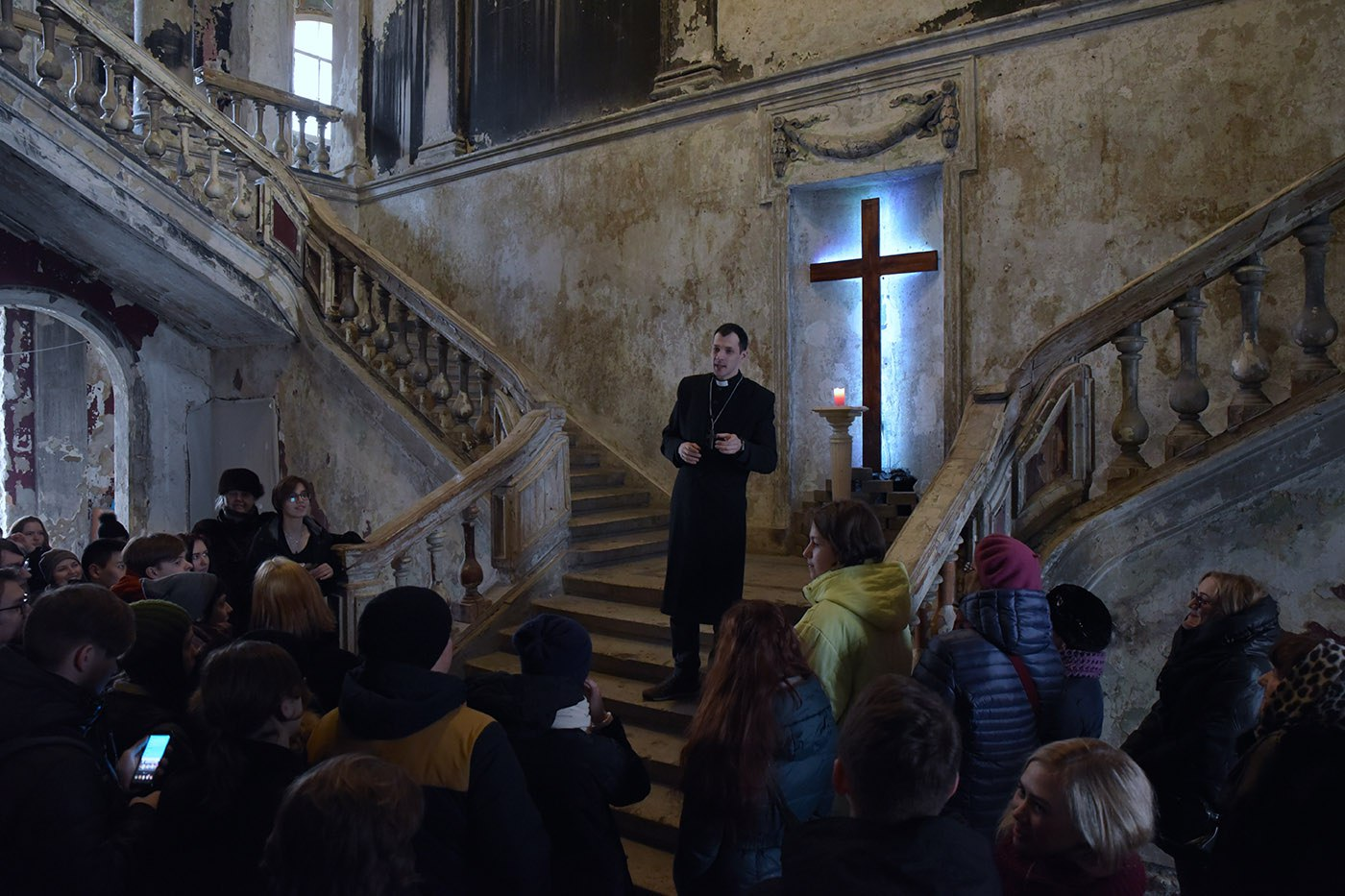
Евгений Раскатов проводит экскурсию в Анненкирхе, 2018 год

В феврале 2002 года городское правительство провело заседание, в ходе которого было решено возвратить здание лютеранской церкви. При этом намечалось ликвидировать или реорганизовать юридически всё ещё существующий кинотеатр «Спартак», а фирму «Эрато» заставить в судебном порядке освободить занимаемые ею помещения. В середине августа 2002 года архиепископ Георг Кречмар подписал договор об охране памятника. 2 октября 2002 года городское управление имуществом подало судебный иск против фирмы «Эрато» об освобождении здания церкви. 18 ноября 2002 года иск был удовлетворён, а 6 декабря 2002 года в здании церкви Святой Анны произошёл пожар, в результате которого она полностью выгорела. В разрушенном сгоревшем состоянии церковь простояла 6 лет.
В 2010 году по заказу КГИОПа была проведена реставрация фасадов постройки. Интерьеры церкви остались такими же, какими были после пожара — антураж привлекает внимание горожан и туристов. Несмотря на активную деятельность Анненкирхе, здание нуждается в реставрации.

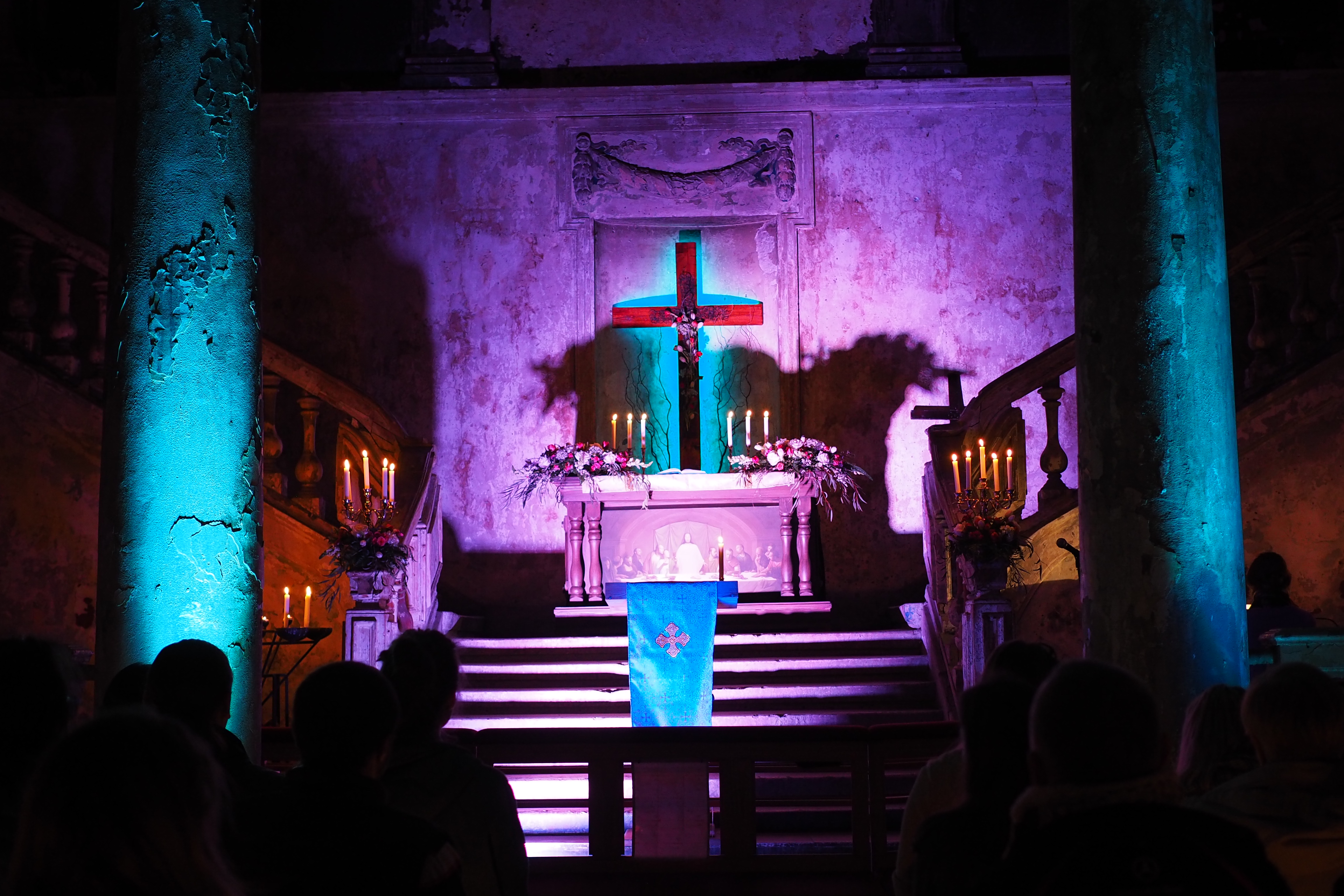
Пасха в Анненкирхе, 2019 год

В конце 2013 года, 24 декабря, в Анненкирхе прошла первая рождественская служба. С осени 2015 года руководитель служения — пастор Евгений Раскатов. В 2017 году была зарегистрирована русскоязычная община церкви святой Анны, в которую на 2018 год входит более 80 человек. Англоязычное богослужение проходит в воскресенье в 09:00, русскоязычное — в 11:00.
В церкви еженедельно проходят выставки, концерты и кинопоказы. В церкви святой Анны выступали Йозеф Ван Виссем, Миша Мищенко, IOWA, Malinen и другие. Читаются лекции о философии и истории, преподается курс «Основы христианской веры». Проходит ежегодная большая рождественская ярмарка.
25 октября 2018 года на колокольню Анненкирхе спустя 80 лет вернулся крест. Средства на потерянный символ были собраны путем краудфандинга.
19 июля 2020 года в Анненкирхе состоялось открытие новой алтарной картины, авторства Кирилла Ведерникова. Оригинал работы не превышает 40 сантиметров в высоту. Её отсканировал и масштабировал до 5-метровой высоты художник-урбанист Олег Лукьянов, после чего художник выполнил её маслом. Алтарная картина появилась в Евангелическо-лютеранской церкви Святой Анны спустя почти 100 лет. В последний раз она висела там в конце 1930-х годов.

### Проект восстановления
В 2023 году главный архитектор Москвы Сергей Кузнецов рассказал СМИ о планах провести восстановление церкви, но не с полной реставрацией и воссозданием исторического облика, а путём фиксации уже послепожарного состояния. Кузнецов планирует привести в безопасное состояние несущие конструкции, кровлю, главную лестницу. Предполагается, что опалённые стены останутся в существующем виде, что создаст выразительный контраст с белым гладким камнем лестницы. В обновленной церкви планируют установить орган. Средства на восстановление предоставил анонимный меценат, предварительно срок окончания работ установлен на 2025 год.
В апреле 2023 года в культурном квартале «Брусницын» на Кожевенной линии Васильевского острова было открыто новое выставочное пространство Анненкирхе.

## В клипах
В церкви снимался клип Глюкозы «Таю», а также клип Хелависы «Поверь».